# Карофф, Джо
Джозеф «Джо» Карофф (англ. Joseph "Joe" Caroff; 18 августа 1921, Роузелл, Нью-Джерси — 17 августа 2025, Манхэттен, Нью-Йорк) — американский графический дизайнер, наиболее известный своими работами над кинопостерами, заголовками и корпоративными логотипами.
Карофф работал над культовыми постерами и заголовками для таких фильмов, как «Вестсайдская история» (1961), «Вечер трудного дня» (1964), «Кабаре», «Последнее танго в Париже» (оба 1972), «Роллербол» (1975), «Мост слишком далеко» (1977), «Манхэттен» (1979), «Воспоминания о звёздной пыли» (1980), «Зелиг» (1983), «Смерть коммивояжёра» (1985), «Секрет моего успеха» (1987) и «Последнее искушение Христа» (1988).
Наиболее известная работа Джо Кароффа — логотип для фильмов о Джеймсе Бонде, который стал фирменным знаком «бондианы» и используется по сей день.

## Биография
Родился в семье еврейских эмигрантов, переселившихся в США из Бобруйска. Его отец Джулиус был художником, а мать Фанни — домохозяйкой. В 1942 году окончил Институт Пратта. Параллельно с учёбой работал ассистентом у плакатиста Жана Карлу. Участвовал во Второй мировой войне в составе 303-й авиационной экспедиционной группы ВВС США.
Перед отправкой на фронт женился на Филлис Фридман, с которой прожил 81 год до её смерти в феврале 2025 года. У пары было двое сыновей.
Умер в хосписе 17 августа 2025 года в боро Манхэттен, штата Нью-Йорк за день до своего 104-летия.